# Campofelice di Fitalia
Campofelice di Fitalia település Olaszországban, Szicília régióban, Palermo megyében. Lakosainak száma 452 fő (2023. január 1.). Campofelice di Fitalia Ciminna, Corleone, Mezzojuso, Prizzi és Vicari községekkel határos.

## Népesség
A település népességének változása:
| Lakosok száma | 514  | 496  | 452  |
|               | 2017 | 2018 | 2023 |